# Tomba del Frontoncino
Die Tomba del Frontoncino („Grab des Giebels“), auch Tomba 2002 („Grab 2002“), ist ein ausgemaltes etruskisches Grab, das im Jahr 1960 entdeckt wurde. Das Grab befindet sich in der Monterozzi-Nekropole bei Tarquinia und datiert um 510 bis 500 v. Chr.
Die Tomba del Frontoncino besteht aus einer Kammer mit einem Giebeldach. Die Malereien sind weitestgehend zerstört. Auf den Wänden waren einst Bäume abgebildet, die zum Teil mit Kränzen geschmückt waren. Im Giebelfeld der Rückwand befand sich eine gut erhaltene Bankettszene. Die ausschließlich männlichen Teilnehmer liegen dabei auf dem Boden. An den äußeren Enden sind Panther dargestellt. Kränze hängen von der Decke. Zwischen den liegenden Bankettteilnehmern stehen nackte Diener. Die Szene ist 1971 von Grabräubern vollkommen zerstört worden.